# Слово года
Слово года — акция, проводимая в различных странах и регионах с целью выявления наиболее актуальных, значимых и популярных слов и выражений. Выбор «слова года» осуществляется чаще всего экспертным жюри или же общественным опросом.

## «Слово года» в различных странах

### Немецкоговорящие страны
Впервые акция «Wort des Jahres» была проведена в Германии в 1971 году по инициативе Общества немецкого языка, в качестве победителя было выбрано прилагательное «aufmüpfig» — «строптивый, непокорный», ставшее популярным в немецких СМИ в 60-х и 70-х годах. С 1977 года мероприятие проводится ежегодно. С 1991 года выбирается также «антислово года», а с 2008 года «молодёжное слово года». В 1999 году Общество немецкого языка совместно с телеканалом «3sat», радиостанцией «Deutschlandradio», газетой «Süddeutsche Zeitung» и издательством «Suhrkamp Verlag» провели мероприятие «100 слов века».
С 2008 года Фонд Ильзе Бенерт и факультет германистики Дрезденского технического университета выбирают саксонское «слово года» (тюрингско-верхнесаксонские диалекты).
С 1999 года по инициативе Грацского университета проводится выбор «слова года» в Австрии.
С 2003 года акция также проходит в Швейцарии, с 2002 — в Лихтенштейне, а с 2005 — в итальянской провинции Южный Тироль (немецкий, итальянский и ладинский языки).

### Англоговорящие страны
Акция «Word of the year» в США проводится различными организациями независимо друг от друга. С 1991 года проходит выбор «слова года» по версии Американского диалектологического общества (American Dialect Society; дополнительно определяются победители в категориях «самое бесполезное слово года», «самое креативное слово года», «эвфемизм года» и т. д.). С 2006 года — по версии издательства «Merriam-Webster». С 2004 года — по версии Издательства Оксфордского университета («US Word of the Year»). С 2000 года выпускается топ-лист слов, фраз и имен года по версии агентства Global Language Monitor. С 2004 года свой список «слов года» публикует в «The New York Times» американский лексиколог Грант Баррет.
В Великобритании выбор «UK Word of the Year» также проводит Издательство Оксфордского университета. Иногда «слова года» совпадают в американском и британском регионах (например, «chav» — «чав» (2004), «selfie» — «селфи» (2013)).
В Австралии акция проходит при поддержке словаря австралийского английского «Macquarie Dictionary», с 2006 года каждый февраль презентуется два варианта «слова года»: по версии жюри и на основе общественного голосования.

### Дания
Выбор «слова года» в Дании осуществляется жюри, в котором представлены члены Датского языкового совета (дат. Dansk Sprognævn), ведущие университеты и средства массовой информации. Итоговые результаты объявляются в популярной радиопередаче «Языковая лаборатория на Р1» (дат. Sproglaboratoriet på P1). Победители по годам:
- 2018 — hvidvask[11] (отмывание денег)
- 2017 — kvindelandsholdet[12] (женская сборная)
- 2016 — danskhed[13] (датскость)
- 2015 — Flygtningestrømme (потоки беженцев)
- 2014 — MobilePay (приложение для мобильных платежей и перевода денег между частными лицами)
- 2013 — Undskyld (простите)
- 2012 — Stenalderkost (Палеолитическая диета)
- 2011 — Arabisk forår (арабская весна)
- 2010 — Vuvuzela (вувузела)
- 2009 — Lømmelpakke (пакет законов, ужесточающих наказание за нарушение общественного порядка)
- 2008 — Udlændingeservice (иммиграционная служба)
- 2007 — Klimaministerium (министерство климата)
- 2006 — ommer (что-то недостаточно хорошее, что должно быть переделано)

### Россия
Выбор «слова года» в России осуществляется экспертным сообществом, включающим лингвистов, педагогов, писателей, журналистов, социологов и культурологов. Конкурс проводится с 2007 года по инициативе филолога и культуролога Михаила Эпштейна, руководителя Экспертного совета, включающего лингвистов, писателей, журналистов, педагогов, культурологов. Предварительные отбор слов производится в группах Слово года и Неологизм года на Фейсбуке (2 тыс. участников, модератор групп — писатель Елена Черникова). Победители по годам:
- 2007 — гламур
- 2008 — кризис
- 2009 — перезагрузка
- 2010 — огнеборцы
- 2011 — полиция[16]
- 2012 — Болотная[17]
- 2013 — госдура[18]
- 2014 — крымнаш[19]
- 2015 — беженцы[20]
- 2016 — брeкзит[21]
- 2017 — реновация[22]
- 2018 — Новичок[23]
- 2019 — протест[24][25]
- 2020 — обнуление[26]
- 2021 — вакцинация[27]
- 2022 — война[28]
- 2023 — искусственный интеллект[29][30]

Этот же Экспертный совет выбирает ежегодно «Выражение года», «Антиязык» (язык агрессии, лжи, пропаганды) и «Протологизм года» (слово, впервые предложенное для введения в язык). Тройки победителей по каждой номинации с 2016 г.
СЛОВО—2016
1. Брекзит
2. Дно (экономики, кризиса)
3. Покемоны

ВЫРАЖЕНИЕ 2016
1. Очередь на Серова/Айвазовского
2. Гибридная война[31]
3. Допинговый скандал

АНТИЯЗЫК 2016
1. Денег нет, но вы держитесь.
2. Граница России нигде не заканчивается
3. Дебилы, блядь

НЕОЛОГИЗМ 2016
1. Зловцо — злое словцо. «Зловцо не воробей, вылетит…»
2. НеуезжАнт — тот, кто не уезжает из страны, хотя и имеет такую возможность
3. Мочизм — направление современного акционизма.

Слово 2017
1. реновация
2. биткойн
3. хайп

Выражение 2017
1. Он вам не Димон
2. вмешательство в выборы
3. корзинка Сечина

Антиязык 2017
1. иностранный агент
2. можем повторить!
3. пьяный мальчик

ПРОТОЛОГИЗМ 2017
1. (1-2) домогант
2. (1-2) гоп-политика
3. зломенитый

СЛОВО 2018
1. «Новичок»
2. Токсичный
3. Пенсия, пенсионер

 ВЫРАЖЕНИЕ 2018
1. Солсберийский собор
2. Пенсионная реформа
3. Театральное дело

 АНТИЯЗЫК 2018
1. Мы попадём в рай, а они — просто сдохнут.
2. Дожитие, возраст дожития.
3. Государство не просило вас рожать.

ПРОТОЛОГИЗМ 2018
1. Вохрократия. Власть силовиков, спецслужб и их уполномоченных олигархов.
2. Пенсиянин — россиянин, доживший до реформированной пенсии
3. Выборарриум. Избирательный участок; грязная кампания

СЛОВО 2019
1. Протест.
2. Допускай! (к выборам)
3. Пытки (заключённых)

ВЫРАЖЕНИЕ 2019
1. Московское дело
2. Клоачный язык
3. Я/МЫ (плюс имя)

АНТИЯЗЫК 2019
1. Иностранный агент (иноагент)
2. Пещерные русофобы
3. Глубинный народ

ПРОТОЛОГИЗМ ГОДА 2019 (новые слова)
1. Бо-бо-гвардия. Плаксиво-инфантильная самопрезентация силовых органов в судах.
2. ГАСАНта-Барбара. Искусственно порождённая волна «народного возмущения».
3. Фейсдельничать. Бездельничать, сидя в Фейсбуке.

СЛОВО 2020
1. Обнуление
2. Коронавирус
3. (3-4) Ковид
4. (3-4) Самоизоляция

ВЫРАЖЕНИЕ 2020
1. 1. Жыве Беларусь!
2. 2. Масочный режим
3. 3. Социальное дистанцирование

АНТИЯЗЫК 2020 (язык пропаганды, лжи, агрессии)
1. Навальный мог сам себя отравить
2. Государствообразующий народ
3. Изменения в Конституцию

ПРОТОЛОГИЗМ ГОДА 2020 (новые слова)
1. Обнулидер — лидер, прошедший обряд обнуления.
2. Расковидеться — увидеться после карантина (по типу «разговеться»)
3. Гоминицид — то, что убивает людей; средства их истребления (коронавирус — новейший и опаснейший гоминицид).

СЛОВО ГОДА-2021
1. Вакцина, вакцинация
2. QR
3. Антиваксеры

ВЫРАЖЕНИЕ 2021
1. Избыточная смертность
2. Дворец Путина
3. Бункерный дед

АНТИЯЗЫК 2021 (язык пропаганды, лжи, агрессии)
1. Иностранный агент, иноагент
2. Рекорд смертей
3. Берлинский пациент

ПРОТОЛОГИЗМ 2021 (новые слова)
1. Неподшутный — тот, над кем не положено шутить...
2. Хамостийность — независимость от общественного мнения в сочетании с принципом «хамить всегда, хамить везде»
3. Занудалёнка — монотонная удалённая работа из дома

СЛОВО ГОДА-2022
1. Война, военный[32].
2. Мобилизация
3. Релокация

ВЫРАЖЕНИЕ 2022
1. СВО, специальная военная операция
2. Нет войне
3. Где вы были восемь лет?[33]

АНТИЯЗЫК 2022 (язык пропаганды, лжи, агрессии)
1. Дискредитация армии
2. Денацификация и демилитаризация
3. Иностранный агент[28]

СЛОВО ГОДА 2023
1. ИИ (искуссственный интеллект)[34]

АНТИЯЗЫК 2023 (язык пропаганды, лжи, агрессии)
1. Дискредитация армии[34]

СПЕЦСЛОВО 2023 (указывает  атмосферу, дух, колорит време)
1. Чудовищно[34]

«Слово года» по версии Государственного института русского языка
С 2018 года «слово года» также объявляет Государственный институт русского языка имени А. С. Пушкина. По словам специалистов института слово года определяется по комплексной методике. Данная методика основана на сочетании машинных и экспертных методов. На основе компьютерного анализа текстов массовой коммуникации и социальных сетей выявляются 10 наиболее резонансных тем года, вызвавших бурное обсуждение в обществе и связанных с важными событиями. В каждой из тем экспертным путем определяется ключевое слово или несколько ключевых слов, обладающих наибольшей смысловой емкостью и значимостью для общества.
- 2018 — шпиль[36]
- 2019 — пожар[37]
- 2020 — самоизоляция, обнуление[38]
- 2021 — спутник[39]
- 2022 — наследие[40]
- 2023 — нейросеть[41]
- 2024 — Пушкин[42]

### Украина
Акция «Слово року» проводится словарём современного украинского языка «Мислово» с 2013 года.
- 2013 — «Євромайдан» — «Евромайдан»[43]
- 2014 — «кіборги» — «киборги» (прозвище украинских военных, оборонявших Донецкий аэропорт)[44]
- 2015 — «блокада» — «блокада» (по блокаде Крыма)[45]
- 2016 — «корупція» — «коррупция» (см. коррупция на Украине)[46]
- 2017 — «безвіз» — «безвиз»[47]
- 2018 — «томос» — «томос» (получение томоса для ПЦУ)
- 2019 — «діджиталізація» — «диджитализация»
- 2020 — «коронавірус» — коронавирус[48]

### Япония
В Японии проводится несколько конкурсов на «слово года» и иероглиф года.